# مورلند، آیداهو
مورلند (به انگلیسی: Moreland) یک منطقهٔ مسکونی در ایالات متحده آمریکا است که در شهرستان بینگم، آیداهو واقع شده‌است. مورلند ۱٬۲۷۸ نفر جمعیت دارد و ۱٬۳۶۰٫۰۳ متر بالاتر از سطح دریا واقع شده‌است.